# Shabtai Arieh Petrushka
Shabtai Arieh Petrushka (Hebreeuws: שבתי (זיגמונד ליאו) פֶּטרוּשקָה) (geboren als: Siegmund Leo Friedmann) (Leipzig, 15 maart 1903 – Jeruzalem, 14 december 1997) was een Israëlisch componist, muziekpedagoog, dirigent, cellist, contrabassist en trompettist van Duitse afkomst. Hij gebruikte het pseudoniem: John Henri Sax. 

## Levensloop
Petrushka groeide op in een Joods orthodoxe familie en zong als jonge cantor in de Synagoge en in de Joodse school. Hij studeerde eerst piano, cello en muziektheorie aan de Felix Mendelssohnschool voor muziek en theater te Leipzig. Van 1919 tot 1922 zong hij in het koor van het Gewandhaus te Leipzig onder directie van Arthur Nikisch. In 1923 vertrok hij naar Berlijn en studeerde machinebouw en behaalde zijn diploma als Ingenieur. Tegelijkertijd studeerde hij trompet en contrabas. Samen met Kurt Kaiser speelde hij in het jazz-ensemble "Sid Kay’s Fellows".
Vervolgens focusseerde hij zich op de muziek en werd "bandleader" van zijn jazz-ensemble, dat verschillende uitvoeringen gaf in Wenen, Boedapest, Frankfurt am Main, Barcelona (Spanje) en München. Nadat zijn ensemble uiteen was gegaan werkte hij in als muzikant in het Orkest van de Joods culturele vereniging en begon te componeren, onder anderen ontstond het Shalom Aleichem speel Amcha. Hij gebruikte pseudoniemen bij het componeren, omdat zijn werken in het toenmalige nazi-Duitsland nauwelijks werden gepubliceerd. Hij werkte als arrangeur voor de Deutsche Gramophone Gesellschaft en de Universum Film AG (Ufa) in Berlijn.
In 1938 emigreerde hij naar Palestina en werkte voor de Palestijnse omroep als componist, dirigent en arrangeur voor zijn orkest. Na de oprichting van de staat Israël was hij in de eerste tien jaar tweede directeur van de muziekprogramma-afdeling van Kol Yerushalaym (De stem van Jeruzalem) en in 1958 werd hij directeur van de muziekafdeling van Kol Israel (De stem van Israel). In deze functie bleef hij tot zijn pensionering. Hij was een veelgevraagd jurylid bij internationale compositiewedstrijden en de vertegenwoordiger van de Israëlische omroeporganisaties in de Europese conferenties. 
Van 1969 tot 1981 was hij docent voor orkestratie aan de Jerusalem Academy of Music and Dance die toen nog Jerusalem Rubin Academy of Music and Dance heette. 
Als componist schreef hij orkestwerken, kamermuziek, vocale muziek en werken voor koor.

## Composities

### Werken voor orkest
- 1947 Lehavot Ba’Eifer (Flames in Ashes), suite voor orkest uit het radiospel Vilna Ghetto
- 1959 Three Movements, voor orkest
- 1962 Jubiläumstreffen des Blau-Weiss, voor orkest
- Four Ballet Movements, voor orkest
- Yael - Music for Ballet, voor orkest

### Werken voor harmonieorkest
- 1943 Hebrew Suite, drie liederen van N. Cohen-Melamed, M. Rappaport en Y. Admon voor harmonieorkest
- 1949 Shir Le'Tayeset (Squadron Song), voor harmonieorkest
- 1953 Four Movements, voor harmonieorkest
- 1970 Divertimento za'ir - Piccolo Divertimento, voor harmonieorkest
- 1978 Three Jewish Melodies, voor harmonieorkest
- 1986 Suita ze'irah - Little Suite, voor harmonieorkest
- Israel Songs, fantasie
- Mizmôr ha-yam ha ha-ivrî - Song of the Hebrew Sea, voor harmonieorkest

### Werken voor koor
- 1936 Simhû b-yrûshalayîm. Horah (Rejoice in Jerusalem. Hora), voor gemengd koor en piano (gecomponeerd voor de Berliner Jüdischen Kulturbundchor)
- Qiryah (Jerusalem), voor sopraan solo (of tenor) en gemengd koor - tekst: Ruth Man

### Vocale muziek
- 1949 Shir Le'Tayeset (Squadron Song), voor zangstem en piano - tekst: Shulamit Riftin
- Qiryah (Jerusalem), voor zangstem en piano - tekst: Ruth Man

### Kamermuziek
- 1939 Prelude and Fugue, voor dwarsfluit, klarinet en fagot
- 1939 Shelishiyah, voor strijktrio
- 1972 Three Jewish Melodies, voor 2 dwarsfluiten en 3 klarinetten
- 1973 Hassidic Dance, voor koperkwintet (twee trompetten, hoorn, trombone en tuba)
- 1973 Jewish Dance from Crimea, voor koperkwartet (2 trompetten, hoorn en trombone)
- 1974 Shalosh Romansot Sefaradiyot (Three Sefaradic Romances), voor dwarsfluit, hobo, klarinet en fagot
- 1974 Hallelujah, voor blaaskwintet
- 1974 And Rejoice, voor blaaskwintet
- 1975 I Am the Crown of Glory, Babylonisch lied voor dwarsfluit, klarinet, hoorn en fagot
- 1975 The Lord My Rock, lied van Korfoe voor hobo, klarinet, hoorn en fagot
- 1982 Sonatina, voor hoorn en strijkkwartet